# Gastón Guruceaga
 (mai 2019).
Gastón Guruceaga, né le 15 mars 1995 à Artigas en Uruguay, est un footballeur international uruguayen qui évolue au poste de gardien de but au Liverpool FC.

## Biographie

### Carrière en club

#### Club Atlético Peñarol
Guruceaga dispute sa première saison avec le Club Atlético Peñarol lors du championnat d'Uruguay 2014/15, où son équipe atteint la demi-finale. Guruceaga assiste à l'élimination de son équipe par le Club Nacional de Football sur le banc des remplaçants.
Il remporte avec le Peñarol le championnat d'Uruguay 2015/16, dont il dispute la finale, puis le Championnat d'Uruguay 2017, dont il ne disputera pas la phase finale, au profit de Kevin Dawson (en).
Avec le Peñarol, Guruceaga dispute à deux reprises la Copa Libertadores ainsi que la Copa Sudamericana, mais sans jamais réussir à passer la phase de groupes.

#### Club Guaraní
En janvier 2018, Guruceaga est prêté au club paraguayen de Guaraní.

#### Club Atlético Tigre
En janvier 2019, il rejoint en prêt le Club Atlético Tigre, club de première division argentine.

### En sélection
En 2015, Guruceaga est sélectionné par l'entraîneur Fabián Coito (en) afin de disputer le championnat sud-américain des moins de vingt ans. L'équipe d'Uruguay des moins de vingt ans, menée par son capitaine Nahitan Nández, atteint la troisième place du tournoi, et est donc qualifiée pour la Coupe du monde des moins de 20 ans 2015.
Lors du mondial junior organisé en Nouvelle-Zélande, Guruceaga occupe les cages de l'Uruguay lors de tous les matchs. Son équipe est finalement éliminée par le Brésil en huitièmes de finale aux tirs au but (0-0 a.p., 5-4 t.a.b.).
En octobre 2016, il est sélectionné pour la première fois par Óscar Tabárez pour intégrer le groupe de l'équipe nationale A, lors de matchs de qualification pour la Coupe du monde 2018 face au Venezuela et la Colombie. Cependant, Guruceaga passera ces deux matchs sur le banc, le gardien titulaire étant Fernando Muslera.